# Петар Добрович
Петар Добрович (серб. Петар Добровић, угор. Dobrovits Péter; 14 січня 1890, Печ — 27 січня 1942, Белград) — сербський художник й політичний діяч, родом з Угорщини.
У списку «100 найзнаменитіших сербів» Петар Добрович займає 95 місце.

## Біографічні відомості
Петар Добрович був прихильником сербського колоризму, він був відомий своїми портретами й пейзажами. Ранні його роботи в стилі імпресіонізму та кубізму.
Добрович був на короткий час президентом недовго існуючої, невеликої сербсько-угорської республіки Бараня-Байя в 1921 році. За підсумками Паризької мирної конференції Бараня відходила до Угорщини, і це рішення було зустрінуте загальними страйками і масовими демонстраціями проти приєднання. В результаті 14 серпня на Великому народному зібранні Петар Добрович запропонував створити незалежну республіку, яка буде включати в себе область Бараня і деякі прилеглі території. Рішення було прийнято, Петар Добрович став президентом нової республіки.
Але владі республіки так і не вдалося домогтися міжнародного визнання. Відразу після відходу сербської армії на її територію увійшла угорська армія, і республіка перестала існувати.
Після цих подій Добрович мешкав у королівстві Югославія.
Він помер під час німецької окупації Белграду в період Другої світової війни та був похований на Новому кладовищі Белграду.